# حسین جهانگیری
حسین جهانگیری بازیگر سینمای اهل ایران است که بین سال‌های ۱۳۳۹ تا ۱۳۵۵ فعالیت می‌کرد.

## فیلم‌شناسی
- اگر برگی نریزد (۱۳۵۵)
- خانه کنار دریا (۱۳۴۸)
- ضرب شست (۱۳۴۸)
- کشتی نوح (۱۳۴۷)
- فرجام (فیلم) (۱۳۴۷) - نمایش داده نشد
- گل‌آقا (۱۳۴۶)
- داغ ننگ (۱۳۴۴)
- شیطان در می‌زند (۱۳۴۳)
- ضربت (۱۳۴۳)
- گردن کلفت (۱۳۴۳)
- تار عنکبوت (۱۳۴۲)
- لاشخورها (۱۳۴۲)
- دلهره (۱۳۴۱)
- مکر ابلیس (۱۳۴۱)
- مرغابی سرخ‌کرده (۱۳۴۰)
- صفرعلی (۱۳۳۹)